# Tubulopatia
Qualsiasi malattia renale che è caratterizzata dal coinvolgimento dei tubuli renali del nefrone. Possono essere acute o più raramente croniche. Sono dette anche nefropatie tubolari e tubulonefriti. I processi tubulopatici possono essere infiammatori o non infiammatori.
| Disturbo [numero OMIM]                                                      | Difetto proteico                | Localizzazione cromosomica | Eredità     | Caratteristiche / note cliniche | Caratteristiche biochimiche |  |
| --------------------------------------------------------------------------- | ------------------------------- | -------------------------- | ----------- | --- | --- |  |
| Tubulo prossimale                                                           |                                 |                            |             | | |  |
| Sindrome di Lowe (distrofia oculocerebrale) [309000]                        | OCRL1                           | Xq26.1                     | XR          | Idroftalmia, cataratta, ritardo mentale, iporeflessia, ipotonia e insufficienza renale progressiva, normotensione | Plasma: ↓ K, ↓ CO 2 ; Urina: ↑ LMWP, ↑ AA, ↑ PO 4 , ↑ K |  |
| Malattia di Wilson [277900]                                                 | ATP7B                           | 13q14.3-q21.1              | AR          | Malattia del fegato o sintomi neurologici, o entrambi, anello di Kayser-Fleischer, normotensione | Plasma: ↑ rame libero, LFT anormali; Urina: ↑ escrezione di rame, ↑ LMWP, ↑ AA, ↑ PO 4 , ↑ glicosuria                                                                          |  |
| Malattia di Dent (rachitismo ipofofatemico recessivo legato all'X) [300009] | CLCN5                           | Xp11.22                    | XR          | Nefrocalcinosi, nefrolitiasi, malattia delle ossa rachitiche e osteomalacia, insufficienza renale progressiva, normotensione | Plasma: ↓ PO 4 , N / ↓ K; Urina: ↑ LMWP, ↑ AA, ↑ K, ↑ Ca, ↑ PO 4 , ↑ Glicosuria                                                                                                |  |
| Rachitismo ipofosfatemico dominante legato all'X [307800]                   | PHEX                            | Xp22.2-p22.1               | XD          | Ritardo della crescita, malattia ossea rachitica e osteomalachia, ipofosfatemia e difetti renali nel riassorbimento del fosfato e nel metabolismo della vitamina D | Plasma: ↓ PO 4 , ↑ ALP; Urina: ↑ PO 4 |  |
| Ansa di Henle                                                               |                                 |                            |             | | |  |
| Sindrome di Bartter                                                         | NKCC2 (tipo 1)                  | 15q15-21.1                 | AR          | Poliuria, polidipsia, debolezza muscolare, ipovolemia, normotensione o ipotensione. Polidramnios materno, parto prematuro, perdita di sali perinatale, nefrocalcinosi e calcoli renali (tipo 1 e 2), fenotipo più lieve con normocalciuria (tipo 3), sordità neurosensoriale, ritardo motorio, insufficienza renale (tipo 4) | Plasma: ↑ renina, ↓ K, ↑ CO 2 , lieve ↓ Mg in alcuni pazienti; Urina: ↑ Ca |  |
| [601678]                                                                    | ROMK (tipo 2)                   | 11q24                      | AR          | Poliuria, polidipsia, debolezza muscolare, ipovolemia, normotensione o ipotensione. Polidramnios materno, parto prematuro, perdita di sali perinatale, nefrocalcinosi e calcoli renali (tipo 1 e 2), fenotipo più lieve con normocalciuria (tipo 3), sordità neurosensoriale, ritardo motorio, insufficienza renale (tipo 4) | |  |
| [241200]                                                                    | C1C-Kb (tipo 3, classico)       | 1p36                       | AR          | Poliuria, polidipsia, debolezza muscolare, ipovolemia, normotensione o ipotensione. Polidramnios materno, parto prematuro, perdita di sali perinatale, nefrocalcinosi e calcoli renali (tipo 1 e 2), fenotipo più lieve con normocalciuria (tipo 3), sordità neurosensoriale, ritardo motorio, insufficienza renale (tipo 4) | |  |
| [607364]                                                                    |                                 | 1p31                       | AR          | Poliuria, polidipsia, debolezza muscolare, ipovolemia, normotensione o ipotensione. Polidramnios materno, parto prematuro, perdita di sali perinatale, nefrocalcinosi e calcoli renali (tipo 1 e 2), fenotipo più lieve con normocalciuria (tipo 3), sordità neurosensoriale, ritardo motorio, insufficienza renale (tipo 4) | |  |
| [602522]                                                                    | Barttin (tipo 4)                |                            |             | Poliuria, polidipsia, debolezza muscolare, ipovolemia, normotensione o ipotensione. Polidramnios materno, parto prematuro, perdita di sali perinatale, nefrocalcinosi e calcoli renali (tipo 1 e 2), fenotipo più lieve con normocalciuria (tipo 3), sordità neurosensoriale, ritardo motorio, insufficienza renale (tipo 4) | |  |
| nefrocalcinosi con ipomagnesia e ipercacliuria [248250]                     | PCLN1                           | 3q27                       | AR          | Nefrocalcinosi, insufficienza renale, difetti oculari / uditivi, poliruria, polidipsia, infezioni ricorrenti delle vie urinarie, coliche renali ricorrenti, normotensione | Plasma: ↓ Mg, ↑ PTH; Urina: ↑ Ca, ↑ Mg |  |
| Tubulo distale                                                              |                                 |                            |             | | |  |
| Sindrome di Liddle [177200]                                                 | ENaC (attivazione)              | 16p13-p12                  | ANNO DOMINI | Ipertensione precoce e spesso grave, ictus | Plasma: ↓ renina, ↓ K, ↓ Mg, ↑ CO 2 ; Urina: ↑ K |  |
| Pseudoipoaldosteronismo tipo 1a [264350]                                    | ENaC (inattivante)              | 12p13, 16p13-p12           | AR          | Si presenta nell'infanzia con perdita di sale e ipotensione, tosse, infezioni respiratorie | Plasma: ↑ renina, ↓ Na, ↑ K, ↓ CO 2 ; Urina: ↑ K |  |
| Pseudoipoaldosteronismo, tipo 1b [177735]                                   | Recettore dei mineralcorticoidi | 4q31.1                     | ANNO DOMINI | Si presenta nell'infanzia con perdita di sale e ipotensione. Più lieve del tipo 1a e regredisce con l'età | Plasma: ↑ renina, ↓ Na, ↑ K, ↓ CO 2 ; Urina: ↑ K |  |
| Pseudoipoaldosteronismo, tipo 2 (sindrome di Gordon) [145260]               | Sconosciuto (? WNK)             | 1q31-q42, 12p13, 17q21-q22 | ANNO DOMINI | Ipertensione (± debolezza muscolare, bassa statura, compromissione intellettuale). Correzione di anomalie fisiologiche mediante diuretici tiazidici | Plasma: ↓ renina, ↑ K, ↓ CO 2 , ↑ Cl; Urina: ↓ K. |  |
| Sindrome di Gitelman [263800]                                               | NCCT                            | 16q13                      | AR          | Ipotensione, debolezza, parestesie, tetania, affaticamento e desiderio di sale, si presenta molto più tardi nella vita rispetto a Bartter. L'ipocalciuria è tipica | Plasma: ↑ renina, ↓ K, ↓ Mg, ↑ CO 2 ; Urina: ↓ rapporto di escrezione di calcio: creatinina (utile per distinguere Gitelman e Bartter) ( Nota : può simulare l'uso di tiazidi) |  |
| Diabete insipido di tipo 1 nefrogenico legato all'X [304800]                | Recettore V2                    | Xq28                       | XR          | Sintomi nell'infanzia. Ipertermia, poliuria, polidipsia, disidratazione, incapacità di formare urine concentrate, ritardo mentale se la diagnosi è ritardata. | Plasma iperosmolare, urina diluita |  |
| Diabete insipido di tipo 2 nefrogenico autosomico dominante [192340]        | AQP2                            | 12q13                      | AD e AR     | Sintomi dopo il primo anno di vita. Poliuria, polidipsia, disidratazione, incapacità di formare urina concentrata. | Plasma iperosmolare, urina diluita |  |

AA: Aminoaciduria; AD: autosomica dominante; AR: autosomica recessiva; LFT: test di funzionalità epatica; LMWP: proteinuria a basso peso molecolare; XD: dominante legata all'X; XR: recessivo legato all'X; PTH: ormone paratiroideo